# Episodi de I ragazzi del muretto (terza stagione)
La terza stagione' della serie televisiva I ragazzi del muretto, composta da 24 episodi della durata di 60 minuti ciascuno, è stata trasmessa su Raidue dal 9 aprile al 2 luglio 1996. Le puntate erano trasmesse il martedì sera alle 20:50, in due episodi consecutivi.
La sigla di testa della stagione è sempre Night and Day, cover di Cole Porter cantata dagli U2. La sigla di coda è Le cose che contano degli Stadio.
In questa stagione vi è un corposo recasting dei personaggi: il personaggio di Giuliana sarà interpretato da Samuela Sardo, il personaggio di Deborah sarà interpretato da Irene Grazioli, il personaggio di Mitzi da Ettore Bassi, quello di Sara da Alessandra Monti, il personaggio di Andrea sarà interpretato da Nicola Rebeschini e quello di Franz da Luciano Federico. 
Inoltre compaiono come special guest star diversi attori italiani fra cui: Stefania Rocca, Anita Caprioli, Marco Bonini, Veronika Logan, Corinne Cléry, Ida Di Benedetto, Manuela Kustermann, Filippo Nigro, Elisabetta Cavallotti, Edoardo Leo, Manuela Morabito e Anna Proclemer.  
| nº | Titolo                 | Prima TV Italia |
| -- | ---------------------- | --------------- |
| 1  | Nepal                  | 9 aprile 1996   |
| 2  | La notte della cicogna | 9 aprile 1996   |
| 3  | Sangue e amore         | 16 aprile 1996  |
| 4  | Amore cieco            | 16 aprile 1996  |
| 5  | Dirsi addio            | 23 aprile 1996  |
| 6  | Quale amore            | 23 aprile 1996  |
| 7  | Lavori in corso        | 30 aprile 1996  |
| 8  | Ostacoli d'amore       | 30 aprile 1996  |
| 9  | Categorie a rischio    | 7 maggio 1996   |
| 10 | Questione di coscienza | 7 maggio 1996   |
| 11 | Una donna nella mente  | 14 maggio 1996  |
| 12 | Padri contro           | 14 maggio 1996  |
| 13 | D'amore non si muore   | 21 maggio 1996  |
| 14 | Vincere                | 21 maggio 1996  |
| 15 | A scuola d'amore       | 4 giugno 1996   |
| 16 | Equilibri delicati     | 4 giugno 1996   |
| 17 | Essere o avere         | 11 giugno 1996  |
| 18 | Ragioni a confronto    | 11 giugno 1996  |
| 19 | Trovarsi               | 18 giugno 1996  |
| 20 | Ieri oggi e domani     | 18 giugno 1996  |
| 21 | Vite strozzate         | 25 giugno 1996  |
| 22 | Così va il mondo       | 25 giugno 1996  |
| 23 | La scommessa           | 2 luglio 1996   |
| 24 | L'ospite preziosa      | 2 luglio 1996   |

## Nepal
- Diretto da: Gianluigi Calderone
- Scritto da: Patrizia Fassio, Domenico Matteucci, Anna Stoppoloni

### Trama
Johnny (Claudio Lorimer) conosce per caso Barbara (Stefania Rocca), una ragazza che ama la vita on the road e sogna di andare in Nepal. Nel frattempo la madre (Marina Tagliaferri) di Stefania (Francesca Antonelli) è prossima a partorire e, visto che il marito è all'estero per lavoro, chiede aiuto alla figlia che con difficoltà cerca di occuparsi della casa e della sorella minore Michela. Johnny si innamora perdutamente di Barbara e decide quindi di partire per il Nepal con lei, abbandonando lo studio e gli amici. Stefania, provata dalla situazione famigliare, si mostra molto dura e critica riguardo la sua scelta mentre tutti gli altri amici, vedendo Johnny deciso e felice, decidono di assecondare il suo progetto. 
Pochi minuti prima della partenza però Johnny deve correre in aiuto proprio a Stefania, la cui madre sta per partorire. Insieme riescono quindi a far nascere la bambina, dato che i sanitari tardano. Questo però fa sì che Barbara parta per il Nepal senza di lui.  
- Ascolti: telespettatori 4 452 000[3]

## La notte della cicogna
- Diretto da: Gianluigi Calderone
- Scritto da: Patrizia Fassio, Domenico Matteucci, Anna Stoppoloni

### Trama
Il supplente di Filosofia dimostra uno strano atteggiamento nei confronti di Giuliana (Samuela Sardo). La ragazza scopre presto che il suo interesse è dovuto ad una relazione avuta con sua madre 18 anni prima, quando lei era già sposata. I dubbi causati da alcune frasi e dai sospetti di Stefania (Francesca Antonelli), portano tutti a pensare che il professore sia il vero padre di Giuliana. Nel frattempo Gigi (Amedeo Letizia) ottiene da Gerry (Paolo Bonanni), un compagno di scuola, le chiavi di un appartamento dove vuole portare Debora (Irene Grazioli). I due ragazzi non sanno di essere filmati mentre fanno l'amore, ma Johnny (Claudio Lorimer) scoprirà per caso la verità. Mentre tutti dicono che la cosa più giusta sia quella di fare una denuncia, Debora pensa di far finta di niente per paura di parlarne col padre e con la madre (Ida Di Benedetto). Sarà Milena (Anita Caprioli), la ragazza di Gerry, a darle l'esempio e a denunciare il ragazzo. 
Giuliana affronta sua madre e scopre così, al di là di ogni ragionevole dubbio, di non essere la figlia del supplente di filosofia. 
- Ascolti: telespettatori 4 500 000[4]

## Sangue e amore
- Diretto da: Gianluigi Calderone
- Scritto da: Patrizia Fassio, Domenico Matteucci, Anna Stoppoloni

### Trama
Mitzi (Ettore Bassi) chiede ad Elena (Michela Rocco di Torrepadula) di sposarlo, ma nascono i primi contrasti quando il ragazzo dice di non voler assistere al parto perché non sopporta la vista del sangue. Andrea (Nicola Rebeschini) si sente di troppo e si trasferisce in un nuovo appartamento dove fa amicizia con Marcello (Luca Amorosino), il suo coinquilino che si scopre essere il fratello di un naziskin.
- Ascolti: telespettatori 4 497 000[5]

## Amore cieco
- Diretto da: Gianluigi Calderone
- Scritto da: Patrizia Fassio, Domenico Matteucci, Anna Stoppoloni

### Trama
Sara (Alessandra Monti) trascura lo studio per sostenere un provino di danza, all'insaputa della madre (Fiorenza Marchegiani), ma balla con la febbre alta e viene scartata. Giuliana (Samuela Sardo) nota Alessandro (Marco Bonini), l'assistente dell'etoile e prova a raccomandare Sara per avere la scusa di rivederlo. Mentre i due si frequentato, Franz (Luciano Federico), che è all'oscuro di tutto, si dichiara alla ragazza che dapprima lo respinge e poi ci finisce a letto senza rendersi bene conto del perché. Quando Franz scopre la verità, su consiglio del padre che è tornato a casa grazie alla seconda possibilità datale dalla moglie, decide di mettersi da parte e aspettare. Nel frattempo Sara viene scoperta dalla madre, ma fa di tutto per avere la sua seconda chance. L'aiuto che le dà Alessandro viene frainteso da Simone (Pao Pei Andreoli)...
- Ascolti: telespettatori 4 497 000[5]

## Dirsi addio
- Diretto da: Gianfrancesco Lazotti
- Scritto da: Patrizia Fassio, Domenico Matteucci, Anna Stoppoloni

### Trama
Cristian (Vincenzo Diglio) viene bocciato e Stefania (Francesca Antonelli) lo tratta peggio del solito. Giada (Veronika Logan) approfitta della situazione e dopo qualche tentennamento convince il ragazzo a stare insieme a lei. Intanto Simone (Pao Pei Andreoli) è messo sotto pressione dal padre (Sergio Fiorentini) per gli esami di maturità ed inizia ad assumere anfetamine. Johnny (Claudio Lorimer) cerca di aiutarlo in tutti i modi, ma ottiene solo l'effetto contrario. Dopo l'ennesima sfuriata, Cristian lascia Stefi, che poco dopo lo vede baciare Giada. Nonostante ciò, la ragazza pensa di non riuscire a stare senza lui, che a sua volta non riesce a non pensare a lei mentre sta con l'altra e torna sui suoi passi. Stefania, dapprima è felicissima ma poi si accorge di non amarlo più. Durante gli esami Simone non ricorda quasi nulla ed insulta la commissione. Subito dopo scappa via e decide di restare da solo a pensare per tutto il giorno. Quando la sera torna a casa, la madre (Corinne Cléry) lo informa che il padre sa già tutto. Simone gli chiede comprensione e aiuto per ritrovare un po' di autostima, ma non riceve risposta. Raggiunge gli amici in discoteca dove mescola le anfetamine con l'alcool. Sara (Alessandra Monti) lo vede andare via stravolto e lo raggiunge in macchina, pregandolo di non guidare in quello stato, ma è tutto inutile e poco dopo finiscono fuori strada...
- Ascolti: telespettatori 4 817 000[6]

## Quale amore
- Diretto da: Gianluigi Calderone
- Scritto da: Patrizia Fassio, Domenico Matteucci, Anna Stoppoloni

### Trama
A seguito dell’incidente Simone (Pao Pei Andreoli) e Sara (Alessandra Monti) si risvegliano in ospedale. La ragazza viene dimessa subito, mentre per lui c'è da aspettare. I genitori di Simone e tutti gli amici accorrono al suo capezzale e il padre, capendo di essere la causa di tutto, gli chiede scusa. Il ragazzo però si accorge di non riuscire a muovere le gambe. Nel frattempo si avvicina la data del matrimonio di Elena (Michela Rocco di Torrepadula) e Mitzi (Ettore Bassi), ma lui non riesce ad avere un anticipo sullo stipendio e non vuole accettare l'aiuto della madre di Elena. Decide così di rinunciare al vestito, alla cerimonia in chiesa ed alla ristrutturazione della casa. Elena non lo capisce più e decide di rimandare il matrimonio, preferendo andare ad Arezzo da una zia. Intanto il padre di Simone propone al figlio un intervento in America, ma lui rifiuta ogni terapia e non trova la forza di reagire. Gli amici sperano che ritrovi un po' d'ottimismo facendogli sapere che ha comunque superato l'esame di maturità ma non basta. Sara allora gli parla a cuore aperto dicendogli che non è più convinta del suo amore per lei se non trova la forza di lottare. Simone dapprima lo interpreta come un abbandono, poi cambia idea e decide di partire. Elena torna per salutarlo, ma prima di arrivare in aeroporto Mitzi le propone un cambio di programma e, dopo averle detto di aver messo da parte l'orgoglio ed aver accettato l'aiuto di sua madre, la porta in chiesa dove ad attenderla ci sono tutti i loro amici. I due finalmente si sposano e poi vanno tutti insieme in aeroporto per salutare Simone. 
- Ascolti: telespettatori 4 817 000[6]

## Lavori in corso
- Diretto da: Gianluigi Calderone
- Scritto da: Marina Garroni, Giovanni Lombardo Radice, Anna Stoppoloni

### Trama
I ragazzi decidono di raggiungere Simone (Pao Pei Andreoli) in America per tirargli su il morale e iniziano a lavorare durante l'estate per metter da parte i soldi per il biglietto. Gigi (Amedeo Letizia) però dovrà subito scontrarsi con la realtà. Il padre perde il posto da portiere e gli chiede di rinunciare all'università per tornare al paese dove gli ha già trovato un posto in Comune, ma lui si rifiuta e trova lavoro come cameriere assieme a Johnny (Claudio Lorimer). Lì entrambi conoscono Marisol (Jaqueline Lustig), una lavapiatti colombiana con un bambino piccolo da mantenere e con un coinquilino che lavora di notte come travestito. Quando la ragazza è costretta a portare con sé il figlio al lavoro, viene maltrattata dal principale e Gigi, che fino ad allora l'aveva sempre tenuta a distanza, prende le sue difese e decide di denunciare l'uomo. Ciò non fa altro che mettere ancora di più nei guai la ragazza che non ha il permesso di soggiorno.
Anche Franz (Luciano Federico) si confronta col duro mondo del lavoro proponendo ad un musicista affermato una sua canzone scritta di getto per Simone. Dopo aver subito un rifiuto del pezzo, scopre che il brano è stato inciso a sua insaputa con qualche modifica...

## Ostacoli d'amore
- Diretto da: Gianluigi Calderone
- Scritto da: Marina Garroni, Giovanni Lombardo Radice, Anna Stoppoloni

### Trama
I soldi raccolti non bastano per pagare il viaggio a tutti e i ragazzi decidono che debba partire solo Sara (Alessandra Monti), ma lei è combattuta tra Simone (Pao Pei Andreoli) e lo spettacolo di danza, che non vorrebbe abbandonare. Stefania (Francesca Antonelli) intanto viene attratta da Marco Guidi (Fabio Galli), un imprenditore che offre alla boutique della madre il suo franchising. Per lui cambia completamente aspetto e crede di essere cresciuta all'improvviso, con la presunzione di aver capito quali sono le cose davvero importanti. In base alla sua esperienza si permette di difendere la scelta di Sara, che ha contro tutti gli altri, ma le sue convinzioni cadono quando scopre che Marco è sposato ed ha una figlia. Sarà proprio lei a dire a Sara di non poter pensare al suo futuro (la danza), se prima non risolve il suo passato (l'incidente di Simone). La ragazza parte per arrivare in ospedale poco prima dell'intervento, che riesce perfettamente.

## Categorie a rischio
- Diretto da: Gianluigi Calderone
- Scritto da: Marina Garroni, Giovanni Lombardo Radice, Anna Stoppoloni

### Trama
Cristian (Vincenzo Diglio) in discoteca conosce Ivan (Filippo Nigro) che gli offre dell'ecstasy. Il ragazzo entra in un giro pericoloso, che lo porterà più volte a rischiare la vita e addirittura a fare del male a Stefania (Francesca Antonelli). Nel frattempo Elena (Michela Rocco di Torrepadula) cerca un lavoro nonostante sia incinta, ma si sente male per strada...

## Questione di coscienza
- Diretto da: Gianfrancesco Lazotti
- Scritto da: Marina Garroni, Giovanni Lombardo Radice, Anna Stoppoloni

### Trama
Il condominio chiede a Mitzi (Ettore Bassi) 8 milioni per ristrutturazioni urgenti e lui non sa come fare a pagare. Incurante degli investimenti di Andrea (Nicola Rebeschini) e Gigi (Amedeo Letizia) nella birreria sotto casa sua, decide di proporre lo sfratto esecutivo al locale per lasciarlo ad una nuova attività che avrebbe coperto le spese. Quando la cosa si viene a sapere Elena (Michela Rocco di Torrepadula) lo lascia. Nel frattempo Johnny (Claudio Lorimer) trascura il nonno (Achille Millo) che cade dalla scala e finisce prima in ospedale e poi in una sorta di ospizio, dove si rifiuta di mangiare e di parlare. Il ragazzo capirà quanto sia importante per lui e deciderà di riportarlo a casa. Anche Mitzi tornerà sui suoi passi...

## Una donna nella mente
- Diretto da: Gianluigi Calderone
- Scritto da: Marina Garroni, Giovanni Lombardo Radice, Anna Stoppoloni

### Trama
Johnny (Claudio Lorimer) incontra Paola (Elisabetta Cavallotti), una ragazza un po' strana che gli si affeziona subito, ma che presto dimostra di avere delle reazioni esagerate che la porteranno ad allontanarsi da lui per avvicinarsi a Cristian (Vincenzo Diglio). La situazione fa esplodere la gelosia di Stefania (Francesca Antonelli), che capisce di essere ancora innamorata di lui. Paola giustifica le sue stranezze con Debora (Irene Grazioli) a cui confida che il fratello abusa di lei ogni notte. Quando Cristian la rifiuterà perché ha sempre Stefi nella mente, la ragazza scapperà e Debora scoprirà un'altra verità trovando un numero di telefono tra le sue cose. Intanto il nonno (Achille Millo) di Johnny si innamora della sua infermiera...

## Padri contro
- Diretto da: Gianluigi Calderone
- Scritto da: Marina Garroni, Giovanni Lombardo Radice, Anna Stoppoloni

### Trama
Il padre (Fabio Traversa) di Giuliana (Samuela Sardo) non ha il coraggio di dire alla famiglia che ha perso il lavoro, mentre la figlia è coinvolta insieme a Stefania (Francesca Antonelli) e Andrea (Nicola Rebeschini) in un'attività di animazione per bambini. I ragazzi conoscono il piccolo Davide che è vittima di violenze domestiche.

## D'amore non si muore
- Diretto da: Gianfrancesco Lazotti
- Scritto da: Maria Carmela Cicinnati, Peter Exacoustos, Anna Stoppoloni

### Trama
Elena (Michela Rocco di Torrepadula) deve correre in ospedale per far nascere il bambino mentre Mitzi (Ettore Bassi) è fuori città. Per fortuna pensa a tutto Johnny (Claudio Lorimer) che si finge suo marito pur di non lasciarla sola. Quando Mitzi arriva si dimostra un po' geloso della situazione, ma poi il bambino nasce e tutto passa in secondo piano. Nel frattempo Stefania (Francesca Antonelli) scopre che la sorella minore ha troppa voglia di crescere e quando la vede baciarsi con un ragazzo decide di seguirla, fino ad arrivare in un garage dove vede un loro amico far entrare molti ragazzi per poter guardare... Per fortuna anche Cristian (Vincenzo Diglio) le ha seguite di nascosto ed arriva appena in tempo per salvarle da una rissa. Quando la madre (Marina Tagliaferri) riceve una telefonata dal padre del ragazzo, che accusa Stefania di aver picchiato il figlio per potergli rubare il motorino, chiede la verità, ma Michela non parla e non mangia più. Intanto in ospedale Mitzi viene a sapere che a causa di una trasfusione sbagliata, il sangue di Elena non è compatibile con quello del bambino che deve subire urgentemente un ricambio ematico. La suocera lo avverte che anche i campioni dell'ospedale possono essere infetti dall'hiv ed in effetti i medici gli parlano di una minima possibilità che i donatori possano avere il virus ancora latente al momento del prelievo. Non resta che trovare una persona di fiducia per avere maggiori certezze. Tutti gli amici accettano di fare le analisi, ma Johnny capisce che Mitzi non vuole il suo aiuto perché non si fida di lui. Poco dopo anche Michela viene ricoverata per aver tentato il suicidio...
- Ascolti: telespettatori 4 507 000[7]

## Vincere
- Diretto da: Gianfrancesco Lazotti
- Scritto da: Maria Carmela Cicinnati, Peter Exacoustos, Anna Stoppoloni

### Trama
Gigi (Amedeo Letizia) accetta di lavorare in palestra e diventa l'allenatore in seconda del cugino Angelo (Edoardo Leo) che vuole ottenere un titolo nel sollevamento pesi.
Presto però scopre che gli atleti vengono dopati, ma quando cerca di avvisare Angelo, vedendolo con Debora (Irene Grazioli) si ingelosisce e lascia la ragazza. Intanto Franz (Luciano Federico) deve scrivere una canzone per poter entrare nel circuito nazionale e scarica la tensione su Giuliana (Samuela Sardo), trattandola male davanti agli amici e chiedendole di fare l'amore solo per ottenere l'ispirazione. Sarà proprio lei a scrivere il testo per la sua musica, ma temendo l'ennesima umiliazione, deciderà di mandarglielo in forma anonima.
- Ascolti: telespettatori 4 507 000[7]

## A scuola d'amore
- Diretto da: Gianfrancesco Lazotti
- Scritto da: Marina Garroni, Giovanni Lombardo Radice, Anna Stoppoloni

### Trama
Quando si scopre che a scuola c'è un ragazzo sieropositivo, alcuni genitori insorgono. Stefania (Francesca Antonelli) e Giuliana (Samuela Sardo) cercano di aiutarlo e di sensibilizzare tutti sul problema con un'assemblea in cui leggono un brano de "I promessi sposi". Inoltre costringono Franz (Luciano Federico) e Cristian (Vincenzo Diglio) a fare il test, ma il secondo si tira indietro per paura di scoprire la verità e non dice niente alla ragazza.
Elena (Michela Rocco di Torrepadula) decide di tornare a scuola, ma non riesce ad occuparsi del bambino come dovrebbe. Johnny (Claudio Lorimer) in un primo momento cerca di aiutarla, ospitandola a casa sua assieme a Mitzi (Ettore Bassi), ma poi le apre gli occhi.

## Equilibri delicati
- Diretto da: Gianluigi Calderone
- Scritto da: Marina Garroni, Giovanni Lombardo Radice, Anna Stoppoloni

### Trama
Sara (Alessandra Monti) torna a Roma e dice a tutti che Simone (Pao Pei Andreoli) ha deciso di rimanere in America e che si sono lasciati. Arrivata a casa trova assieme a sua madre (Fiorenza Marchegiani) il compagno e la figlia adolescente, che si sono trasferiti nell'appartamento a fianco. Sara dimostra subito gelosia nei confronti di Isabella (Margot Sikabonyi), senza capire che anche lei è preoccupata per la situazione e teme di perdere l'affetto del padre. Intanto Mirko ha deciso di vendere il locale e di andare a Monaco dal cugino, ma l'acquirente non vuole soci. Gigi (Amedeo Letizia), Johnny (Claudio Lorimer) e Andrea (Nicola Rebeschini) gli chiedono più tempo per trovare qualcuno che li faccia rimanere, ma a Mirko servono 15 milioni al più presto e Franz (Luciano Federico) gli presenta un discografico che accetta di dar loro i soldi a condizione di poter gestire il locale per due mesi. I ragazzi non si accorgono che l'uomo è d'accordo col tecnico del suono (Andrea Golino) per spacciare eroina e Sara, trascurando Isabella, inconsapevolmente la farà avvicinare alla droga.

## Essere o avere
- Diretto da: Gianluigi Calderone
- Scritto da: Marina Garroni, Giovanni Lombardo Radice, Anna Stoppoloni

### Trama
Franz (Luciano Federico) eredita un immobile da uno zio, ma scopre che si tratta di un vecchio capannone abbandonato in cui si rifugiano i barboni, capeggiati da un certo Ernesto (Beppe Chierici). Il ragazzo vuole mandarli via per ristrutturare poco a poco il casale e poterci fare musica, ma questo lo porta a litigare con Giuliana (Samuela Sardo) che lo accusa di essere insensibile. Ernesto, che assiste alla lite, cerca di farli riappacificare inserendo una poesia nella borsa della ragazza e facendole credere che sia opera di Franz. Quando lui la legge alla radio, i responsabili dell'emittente ne pretendono altre e Franz è costretto a chiedere aiuto proprio al barbone. Intanto Gigi (Amedeo Letizia) ha una storia con la madre (Anita Zagaria) della bambina per cui fa il baby-sitter... Il nonno (Achille Millo) di Johnny (Claudio Lorimer) torna da Bruxelles.

## Ragioni a confronto
- Diretto da: Gianfrancesco Lazotti
- Scritto da: Marina Garroni, Giovanni Lombardo Radice, Anna Stoppoloni

### Trama
Dopo una circolare del preside che invita le ragazze a vestirsi in modo più appropriato per non distrarre dallo studio i maschi, la scuola viene occupata, ma la lotta per un principio trascende quando viene distribuito un giornalino che offende alcuni professori ad opera di Cristian (Vincenzo Diglio), aiutato da Andrea (Nicola Rebeschini) e Johnny (Claudio Lorimer), che continuano ad intrufolarsi nell'istituto pur avendo finito gli studi.
Johnny inoltre, cerca di evitare il servizio militare e il nonno (Achille Millo) gli propone di fare un po' di pratica in un centro di accoglienza dove lui fa il volontario, per poi chiedere di svolgere lì il servizio civile. Il ragazzo si ritrova a gestire con difficoltà dei bambini di un campo nomadi. Uno di loro viene ferito da un compagno con un coltello e il nonno di Johnny preferisce portarlo a casa sua per tirarlo su di morale. Qualche giorno dopo l'appartamento viene svaligiato e viene spontaneo credere che sia stato il bambino. Johnny scoprirà la verità e nonostante l'entità del furto deciderà di aiutare il responsabile.

## Trovarsi
- Diretto da: Gianluigi Calderone
- Scritto da: Marina Garroni, Giovanni Lombardo Radice, Anna Stoppoloni

### Trama
A Mitzi (Ettore Bassi) viene proposto un incarico importante a Bologna, ma Elena (Michela Rocco di Torrepadula) non vuole trasferirsi, anzi decide di lavorare anche lei per non dover sottostare alle decisioni del marito. In tutto questo a farne le spese è il piccolo Pietro, che viene affidato sempre più spesso a Sara (Alessandra Monti). Elena deciderà di andare a Milano per un mese a fare la modella e si porterà dietro il bambino, ma la baby-sitter lo lascerà solo e Mitzi, informato dell'accaduto, andrà a riprenderlo. Ancora una volta ricorrerà all'aiuto di Sara e cercherà di avvicinarsi di più a lei, ma la ragazza si dimostrerà molto saggia. Nel frattempo Andrea (Nicola Rebeschini) è stato scritturato da Sasha (Nikolai Sotirov) come unico attore nello spettacolo di danza a cui partecipa anche Sara e presto si diffondono strane voci sul rapporto tra i due uomini.

## Ieri oggi e domani
- Diretto da: Gianfrancesco Lazotti
- Scritto da: Marina Garroni, Giovanni Lombardo Radice, Anna Stoppoloni

### Trama
La mamma di Cristian (Laura Troschel) sta per sposare il suo compagno (Maurizio Mattioli), ma scopre di essere incinta. Nel frattempo a scuola Giacomo (Clemente Pernarella) propone di commemorare la deportazione degli ebrei romani nel ghetto, ma gli altri preferiscono organizzare un concerto. Giuliana (Samuela Sardo) si distaccherà presto dalla maggioranza quando scoprirà di avere origini ebraiche e cercherà di capire perché suo padre (Fabio Traversa) glielo abbia sempre nascosto.

## Vite strozzate
- Diretto da: Gianluigi Calderone
- Scritto da: Maria Carmela Cicinnati, Peter Exacoustos, Anna Stoppoloni

### Trama
Per salvare il suo minimarket, il signor Nando (Luciano Turi), padre di Debora (Irene Grazioli), è vittima del racket e si rivolge ad una finanziaria. Stefania (Francesca Antonelli) assiste alle minacce nel negozio da parte di un ragazzo (Maurizio Aiello) e consiglia all'amica di chiedere aiuto a Gigi (Amedeo Letizia) che scoprirà che in realtà la finanziaria è d'accordo con gli estorsori. Intanto la professoressa di matematica (Sandra Collodel) chiede a Giuliana (Samuela Sardo) di farle da baby-sitter e i compagni approfittano dell'occasione per rubarle i compiti e riscriverli, anche per aiutare Debora che non riesce più a studiare. Tutti gli amici decidono di non lasciare mai solo suo padre e lo aiutano ad incrementare le vendite, ma ciò non basta a fermare gli strozzini che danno fuoco al negozio sotto i loro occhi. Mentre Gigi spegne l'incendio il signor Nando ha un infarto...

## Così va il mondo
- Diretto da: Gianluigi Calderone
- Scritto da: Maria Carmela Cicinnati, Peter Exacoustos, Anna Stoppoloni

### Trama
Gigi (Amedeo Letizia) chiede alla madre (Ida Di Benedetto) di Debora (Irene Grazioli) di occuparsi del negozio, mentre il signor Nando (Luciano Turi) è in ospedale, ma Aquila (Maurizio Aiello) torna a farsi vivo. Gigi andrà a casa sua per convincerlo a denunciare gli strozzini per cui lavora, ma scopre che il ragazzo ha accettato di fare quel lavoro per poter avere i soldi necessari per curare il fratello gravemente malato. Intanto Sara (Alessandra Monti) conosce ad un provino Lucrezia (Manuela Morabito), una ragazza che la spinge ad essere più disinibita per avere successo e la introduce in un giro poco raccomandabile. Andrea (Nicola Rebeschini) la mette in guardia e cerca di farle capire che si è innamorato di lei...

## La scommessa
- Diretto da: Gianfrancesco Lazotti
- Scritto da: Maria Carmela Cicinnati, Peter Exacoustos, Anna Stoppoloni

### Trama
Franz (Luciano Federico) ha bisogno di 8 milioni per comprare un sintetizzatore e poter fare delle serate in discoteca e per procurarsi i soldi viene coinvolto da Luca (Dario Cassini) in una bisca clandestina dove, dopo la prima vittoria, perde tutto. Intanto Andrea (Nicola Rebeschini) passa un provino per recitare accanto alla grande Francesca Montini (Anna Proclemer), ma si accorge presto che quella che ha ottenuto non è la parte del protagonista...

## L'ospite preziosa
- Diretto da: Gianfrancesco Lazotti
- Scritto da: Maria Carmela Cicinnati, Peter Exacoustos, Anna Stoppoloni

### Trama
Il padre (Riccardo Vannuccini) di Stefania (Francesca Antonelli) torna dall'Africa con una donna e i suoi due figli, dicendo alla famiglia di doverli ospitare per un po'. Presto Stefi scopre che il bambino più piccolo è suo fratello e che sua madre (Marina Tagliaferri) era a conoscenza di tutto. Intanto Johnny (Claudio Lorimer) per aiutare un ragazzo albanese a ritrovare la sorella, mette nei guai Gigi (Amedeo Letizia).